# Le Dernier Orc

Le Dernier Orc (en italien L'ultimo orco) est un livre de Silvana De Mari, publié en 2005, dont la traduction par Jacques Barbéri est parue en France en 2008, chez Albin Michel.
Le Dernier Orc fait suite à un autre roman du même auteur, Le Dernier Elfe.

## Résumé
Cette histoire est divisée en 3 parties : l'Ours et le Loup, le dernier Phénix, et le dernier Orc. 
La première partie raconte la jeunesse d'un Mercenaire de Daligar, Rankstrail, chef de l'infanterie et de la cavalerie légères, et notamment sa rencontre avec Aurora, la fille du Juge Administrateur de Daligar et des zones limitrophes dominées par les Orcs. 
La seconde partie parle de Yorsh, ou Yorshkrunsquarkljolnerstrink, de Robi, ou Rosalba, et de leur fille, Erbrow, du nom du dernier dragon, mort pour leur survie dans le tome précédent, Le Dernier Elfe. Elle parle également de la mort de Yorsh, tué par des flèches d'un dénommé Argnìolo sur ordre du Juge Administrateur. Ce dernier s'enfuit, en ayant vendu Daligar et Varil, ses 2 villes principales, aux Orcs. Robi s'y rend avec Erbrow, tout en sachant qu'elle est enceinte. 
La troisième et dernière partie raconte le siège puis la libération de Daligar, et le commencement du règne de Rosa Alba, la Reine Sorcière (sorcière désigne ici la femme d'un elfe mais qui reste dénuée de toute forme de magie). À la fin du livre, Rankstrail épouse Aurora à Varil.

## Prix et distinctions
- Prix Sorcières 2009, catégorie Romans adolescents